# اتحاد إذاعات الدول العربية
اتحاد إذاعات الدول العربية اختصاراً: إسبو، منظمة مهنية عربية، أنشئت بموجب قرار جامعة الدول العربية رقم #1100، في 15 أكتوبر، 1955، بمدينة الخرطوم، ويهدف إلى تقوية الروابط وتوثيق التعاون بين إذاعات الدول العربية الصوتية والمرئية وتطوير إنتاجها شكلاً ومضموناً، باشر الاتحاد عملهُ في 9 فبراير، 1969، واتخذ من الجمهورية التونسية العربية مقراً لهُ.

## نشأة الاتحـاد

الأعضاء العاملون

يُعتبر اتحاد إذاعات الدول العربية من أعرق مؤسسات العمل العربي المشترك التابعة لجامعة الدول العربية، إذ عُقد في شهر أغسطس عام 1955، أول مؤتمر للإذاعيين العرب وكان من أبرز توصياته إقرار مشروع اتفاقية إنشاء اتحاد إذاعات الدول العربية.
وفي فبراير عام 1969، عقدت أول جمعية عامة عادية في الخرطوم أعلن خلالها رسميا عن إنشاء اتحاد إذاعات الدول العربية الذي كان الهدف من تأسيسه «تقوية الروابط وتوثيق التعاون بين إذاعات الدول العربية الصوتية والمرئية وتطوير فنونها شكلاً ومضموناً لتقوم برسالتها في تعزيز روح الإخاء العربي وتنشئة جيل عربي واع مُعتز بقوميته العربية».
واستنادا إلى قرارات الجمعية العامة للإتحاد في دورتها الاستثنائية السادسة المنعقدة بتونس فـي 24 ديسمبر، 1995، تم تعديل اتفاقية الاتحاد على النحو الذي يسمح باعتماد نظام التمويل الذاتي ومواكبة كل التحولات الحاصلة في الميدان السمعي والبصري.
وصادقت الجمعية العامة للإتحاد في دورتها الاستثنائية السابعة المنعقدة بتونس في 30 نوفمبر، 1999، على تعديل اتفاقية الاتحاد والنظام الداخلي للجمعية العامة والمجلس التنفيذي واللجان الدائمة للإتحاد بما يسمح بإنشاء المكتب التنفيذي للشؤون الطارئة كأحد الأجهزة التشريعية في الاتحاد، وتفعيل دور الأعضاء المشاركين بتمثيلهم في المجلس التنفيذي والمكتب التنفيذي للشؤون الطارئة واللجنة الدائمة للشؤون الإدارية والمالية والقانونية.

## أهداف الاتحـاد
الاتحاد منظمة مهنية ليس لها أغراض تجارية يهدف إلى:
- تعزيز روح الإخاء العربي.
- تنمية الاتجاهات المشتركة على أساس الالتزام الكامل بالقضايا القومية.
- تعريف شعوب العالم بأصالة الأمة العربية وإمكاناتها وقضاياها.
- تمثيل هيئات الاتحاد الأعضاء والدفاع عن مصالحها في مجالات التفاوض من أجل الحصول على حقوق عرض الأحداث الكبرى وتقديم كل التسهيلات اللازمة في هذا المجال.
- التنسيق بين الدول العربية في الدفاع عن مصالحها في المحافل الدولية ومساندة جهودها في هذا المجال.
- توطين تقنية الاتصال وتنمية التعاون العربي في الحقل الإذاعي والتلفزيوني.
- الإسهام في تحقيق نظام عالمي جديد للاتصال يضمن لكل الثقافات الوطنية حقها في البروز والتطور ويوفر فرص الحوار المثمر بينها.
- تنمية وتنسيق ودراسة جميع المسائل التي لها علاقة بالإذاعة والعمل على تبادل الخبرات والمواد عن كل المسائل التي تعود بالنفع العام على جميع إذاعات الدول العربية.
- تطوير ودعم التعاون الهندسي بين الهيئات الأعضاء.
- إعداد جداول الموجات اللاسلكية التي تحتاجها الدول الأعضاء وتنسيقها حسب القوانين والنظم والمعايير التقنية المتفق عليه دوليا.
- تنظيم استخدام موجات الإذاعة اللاسلكية في الوطن العربي بالتعاون مع المنظمات الدولية.
- توحيد الدفاع عن حاجات الدول العربية للموجات اللاسلكية في المنظمات الدولية.
- وضع خطط التدريب لفائدة العاملين العرب في المجال الإذاعي والتلفزيوني والعمل على تنمية نظم التدريب في هذا المجال
- مواكبة التطور التقني والبرامجي في مجال الإذاعة والتلفزيون.
- إقامة علاقات تعاون مع المنظمات الدولية والاتحادات الإذاعية الإقليمية وتوطيد هذه العلاقات خدمة لقضايا الوطن العربي.

## وسائـل تحقيـق الأهـداف
- يقوم الاتحاد باستخدام جميع الوسائل اللازمة لتحقيق أهدافه وخاصة:
- إنشاء الأجهزة الدائمة اللازمة للقيام بالأعمال الفنية وسواها.
- تشكيل اللجان الدائمة ومجموعات العمل الدائمة أو المؤقتة.
- اقتناء العقارات والمنشآت والأجهزة والمعدات اللازمة للقيام بأنشطته.
- جمع المعلومات وتنظيم الاجتماعات والندوات والدورات التدريبية والمهرجانات وإجراء البحوث والدراسات في المجال الإذاعي والتلفزيوني وإصدار المطبوعات التي تحقق أهدافه.

## وصلات خارجية
- الموقع%20الرسمي
- اتحاد%20إذاعات%20الدول%20العربية على موقع جامعة الدول العربية